# Kolosszai

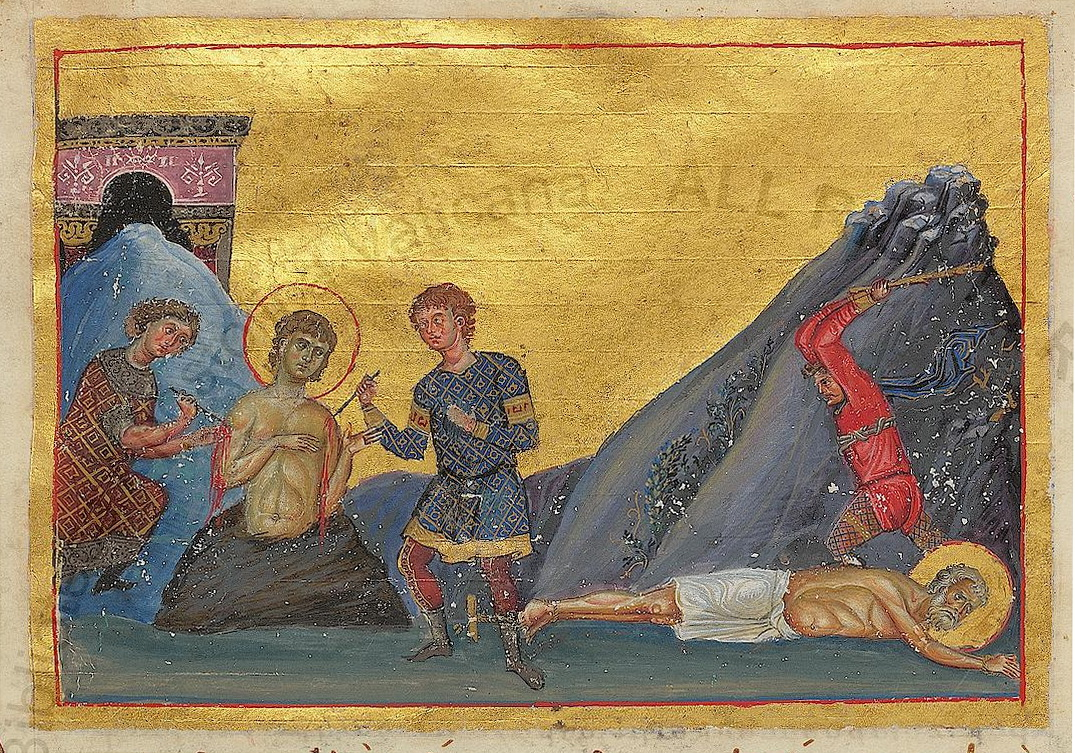
Mihály arkangyal csodája Kolosszaiban (Chonae) egy miniatúrából

Kolosszai, görögül Κολοσσαί, egy ősi város volt a kisázsiai Phrügiában. Szomszédos városok voltak Laodikeia és Hierapolisz. A város az  Epheszoszhoz és Milétoszhoz vezető kereskedelmi útvonal mellett feküdt.

## Fekvése
Nyugat Törökországban. A mai Honaztól (Chonai) 4 km-rel északra, Denizlitól 20 km-el keletre található.

## Története
Kolosszai ősrégi város volt Phrügiában. Lakosai gyapjúszövéssel és a gyapjú művészi megfestésével foglalkoztak. A város nevét Pál apostol levele is megemlítette, melyet Kolosszai keresztényeihez intézett, mely egyike volt a legelsőknek Kis-Ázsiában. A középkorban a közeli Khonai lépett Kolosszai helyébe és e név máig megmaradt egy kis falu nevében, mely Kolosszai romjai közé épült.
Pál második és harmadik apostoli útján is járt Phrügiában, de Kolosszaiba nem jutott el. A kolosszai egyházat egy odavaló keresztény, Epaphrasz alapította, akit valószínűleg maga Pál térített meg epheszoszi tartózkodása idején.